# Orientierungslauf-Asienmeisterschaften
Die Orientierungslauf-Asienmeisterschaften werden seit 2008 alle zwei Jahre ausgetragen.
Das offizielle Programm bei Asienmeisterschaften sieht wie folgt aus:
- Sprint
- Mittel
- Lang
- Staffel (für Dreier-Teams)

## Austragungsorte
| Jahr | Datum                 | Ort              |
| ---- | --------------------- | ---------------- |
| 2008 | 25. bis 30. Juli      | Seoul            |
| 2010 | 30. April bis 5. Mai  | Nagoya           |
| 2012 | 14. bis 19. Oktober   | Wuxi             |
| 2014 | 15. bis 22. September | Schtschutschinsk |

## Sprint

### Herren
| Jahr | Gold                | Silber              | Bronze            | Anmerkungen              |
| ---- | ------------------- | ------------------- | ----------------- | ------------------------ |
| 2008 | Yoshinoro Takahashi | Ke-Zhan Xue         | Wataru Teragauchi | 3.2 km, 70 Hm, 20 Posten |
| 2010 | Hiroyuki Kato       | Toshiyuki Matsuzawa | Shunsuke Konno    |                          |
| 2012 | Qiaoping Li         | Yefeng Luo          | Xiyuan Liang      |                          |

### Damen
| Jahr | Gold          | Silber        | Bronze          | Anmerkungen              |
| ---- | ------------- | ------------- | --------------- | ------------------------ |
| 2008 | Yoko Bamba    | Maria Gornaja | Naoko Kano      | 2.6 km, 60 Hm, 19 Posten |
| 2010 | Shuangyan Hao | Ji Li         | Fei Li          |                          |
| 2012 | Shuangyan Hao | Mingyue Zhu   | Mikiko Minagawa |                          |

## Mittel

### Herren
| Jahr | Gold                | Silber            | Bronze            | Anmerkungen               |
| ---- | ------------------- | ----------------- | ----------------- | ------------------------- |
| 2008 | Yoshinoro Takahashi | Wataru Teragauchi | Takahiko Moteki   | 3.3 km, 210 Hm, 14 Posten |
| 2010 | Koji Kashimada      | Shunsuke Konno    | Wataru Teragauchi |                           |
| 2012 | Qiaoping Li         | Xiang Li          | Jianhua Tang      |                           |

### Damen
| Jahr | Gold          | Silber         | Bronze            | Anmerkungen               |
| ---- | ------------- | -------------- | ----------------- | ------------------------- |
| 2008 | Yoko Bamba    | Sheng-Huan Wen | Tatjana Gawrilowa | 2.6 km, 150 Hm, 13 Posten |
| 2010 | Fei Li        | Shuangyan Hao  | Yoko Bamba        |                           |
| 2012 | Shuangyan Hao | Mingyue Zhu    | Yingwei Wang      |                           |

## Lang

### Herren
| Jahr | Gold                | Silber            | Bronze         | Anmerkungen                |
| ---- | ------------------- | ----------------- | -------------- | -------------------------- |
| 2008 | Yoshinori Takahashi | Wataru Teragauchi | Bin Cao        | 9.4 km, 600 Hm, 22 Posten  |
| 2010 | Shigeyuki Koizumi   | Shunsuke Konno    | Koji Kashimada |                            |
| 2012 |                     |                   |                |                            |
| 2014 | Michail Sorokin     | Shigeyuki Koizumi | Dennis Wlassow | 15.3 km, 335 Hm, 22 Posten |

### Damen
| Jahr | Gold          | Silber             | Bronze               | Anmerkungen                |
| ---- | ------------- | ------------------ | -------------------- | -------------------------- |
| 2008 | Yoko Bamba    | Naoko Kano         | Sheng-Huan Wen       | 6.1 km, 365 Hm, 14 Posten  |
| 2010 | Ji Li         | Shuangyan Hao      | Mingyue Zhu          |                            |
| 2012 |               |                    |                      |                            |
| 2014 | Olga Nowikowa | Elmira Moldaschewa | Natalja Tschuprikowa | 10.1 km, 260 Hm, 15 Posten |

## Staffel

### Herren
| Jahr | Gold                                                          | Silber                                                         | Bronze                                                    | Anmerkungen |
| ---- | ------------------------------------------------------------- | -------------------------------------------------------------- | --------------------------------------------------------- | ----------- |
| 2008 | Volksrepublik China Bin Cao Taohuang Kuang Ke-Zhan Xue        | Japan Wataru Teragauchi Yoshinori Takahashi Tahahiko Moteki    | Hongkong Siu-Tung Hui Chi-Ming Chung Sam-Choi Lam         |             |
| 2010 | Japan Shigeyuki Koizumi Toshiyuki Matsuzawa Daisuke Yamaguchi | Volksrepublik China Kezhan Xue Hao He Xiang Li                 | Kasachstan Dennis Wlassow Timur Artjuchin Alexander Zenin |             |
| 2012 | Volksrepublik China Hao He Xiang Li Kehan Xue                 | Japan Tomoaki Naganawa Shinichiro Sakuramoto Shigeyuki Koizumi | Kasachstan Wassili Korenkow Aibat Maulenin Dennis Wlassow |             |

### Damen
| Jahr | Gold                                                       | Silber                                                          | Bronze                                                          | Anmerkungen |
| ---- | ---------------------------------------------------------- | --------------------------------------------------------------- | --------------------------------------------------------------- | ----------- |
| 2008 | Japan Madoka Kogure Mitsue Chiba Chieko Miyamoto           | Kasachstan Maria Gornaja Natalja Tschuprikowa Rijana Chassanowa | Volksrepublik China Ya Xue Ling Yuan Sheng-Huan Wen             |             |
| 2010 | Volksrepublik China Mingyue Zhu Ji Li Shuangyan Hao        | Japan Shuko Hotoge Yoko Bamba Naoko Kano                        | Kasachstan Rijana Chassanowa Elmira Moldaschewa Alla Woronzowa  |             |
| 2012 | Volksrepublik China Mingyue Zhu Yingwei Wang Shuangyan Hao | Japan Mikiko Minagawa Hiromi Arai Naoko Kano                    | Kasachstan Natalja Tschuprikowa Rijana Chassanowa Darja Kornewa |             |